# Møllehjul
 For alternative betydninger, se Møllehjul (flertydig). (Se også artikler, som begynder med Møllehjul)
Et  møllehjul er et kamhjul, som sættes i rotation ved brug af vandkraft og derfor kan drive en vandmølle. I Salmonsens betegnes det vandhjul. Den tidligst kendte type er et vandret stående hjul med skråtstillede vinger og en lodret aksel, der trækker direkte (uden gearing) på løberen i kværnen. Denne type var installeret i skvatmøllerne, (også kaldet horisontalmøller). Disse møller kunne placeres ved kilder og mindre vandløb, da de kun krævede mindre vandmængder og beskedent fald for at arbejde.
Med vertikalmøllen skete der en teknologisk udvikling, idet den var forsynet med et mere komplekst system af hjul og akser. Møllehjulet i vertikalmøllen var ofte ret stort, 2–3 m i diameter. Det kunne udformes på flere måder: fastgjort i midten og da ofte udformet med blade, med sidestøtter for bladene eller som egentlige skovle. Denne hjultype er kendt i Europa fra 1200-tallet, men først ca. 1430 blev det almindeligt med opdæmninger i Danmark. Opdæmningerne muliggjorde udnyttelsen af brystfaldshjulet.  

## Funktionsmåde
Vertikalmøllen virkede oprindelig ved vandstrålens tryk på blade, men disse udvikledes med tiden til skovle. Møllen virkede således i kraft af vandets vægtfylde og tyngdekraften, idet den var forsynet med vandskovle, som opsamlede vandet. Vandet skulle påføres et stykke oppe i hjulet og derefter tvinge hjulet til at dreje i kraft af af den påførte vægt i de fyldte vandskovle for derefter i omtrent laveste stilling atter at lade skovlene afgive vandet. Et egnet arrangement findes kun få steder i naturen og denne mølletype blev derfor ofte ledsaget af vandopstemning i en møllesø (eventuelt stigbord) og en højtliggende vandkanal eller rende, der kunne sikre vandets påførsel på møllehjulets skovle så højt som muligt. 

## Hjultyper
Vertikalmøllerne kan udstyres med tre forskellige typer møllehjul: Underfaldshjul, overfaldshjul, og brystfaldshjul.
Underfaldshjulet er konstrueret således, at vandet ledes ind nederst på hjulet. Det kræver i lighed med horisontalhjulet blot en lille faldhøjde, og kan derfor kun udnytte ca. 20-30 % af vandkraften.
Brystfaldshjulet leder også vandet ind i møllen i den underste del af hjulet, men lidt højere end underfaldshjulet. Det er normalt større end forgængeren og kræver opstemning af vandet. Det kan - afhængig af faldhøjden udnytte op mod 70 % af vandkraften. kraft.
Overfaldshjulet krævede en væsentlig større vandmængde, omkring ¾ m3/sek. for et enkelt overfaldshjul. Skulle der præsteres mere, måtte man installere flere møllehjul, men risikerede også oversvømmelser af de omgivende jorde.  
- Skvatmøllens møllehjul.
- Underfaldshjul, Rheinfall i Neuhausen, Tyskland
- Brystfaldshjul, Belecke, Tyskland
- Overfaldshjul, Frilandsmuseet, Neuhausen ob Eck